# Liste der Nordseefische
In der Nordsee kommen etwa 250 Fischarten vor, die in der folgenden Liste aufgeführt werden. Darunter sind ungefähr 40 Knorpelfische, 3 Kieferlose, der Rest sind Knochenfische. 
Die ufernahen Bereiche werden vor allem von jungen Plattfischen und Schellfischen bewohnt. Im flachen Wasser zwischen 10 und 100 Metern leben Heringe, Sprotten, Makrelen, Seelachs, Stintdorsch und Stöcker pelagisch, Kabeljau, Schellfisch, Wittling, Sandaale und der Dornhai benthopelagisch (im Freiwasser aber nahe dem Meeresboden). Ausgesprochene Bodenbewohner sind die Plattfische, die Seeteufel, der Gestreifte Seewolf, die Knurrhähne und die Rochen. Einige Tiefseefische kommen nur im äußersten Norden der Nordsee am Rand des europäischen Kontinentalschelfs und in der Norwegischen Rinne vor, darunter Vahls Wolfsfisch, der Silberbeil, Laternenfische, der Rundnasen-Grenadier und der Lumb. Wichtige Fischnährtiere sind die Ruderfußkrebse Calanus finmarchicus und Temora longicornis, die das Zooplankton dominieren.

## Rundmäuler
- Schleimaal (Myxine glutinosa)

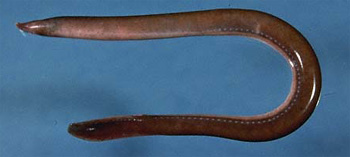
Schleimaal

- Flussneunauge (Lampetra fluviatilis)
- Meerneunauge (Petromyzon marinus)

## Knorpelfische

### Seekatzen
- Seekatze (Chimaera monstrosa)

### Haie

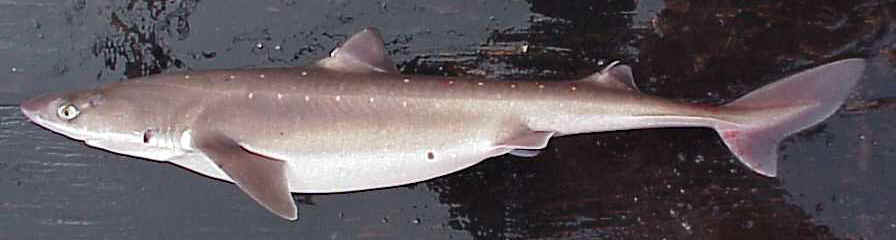
Dornhai

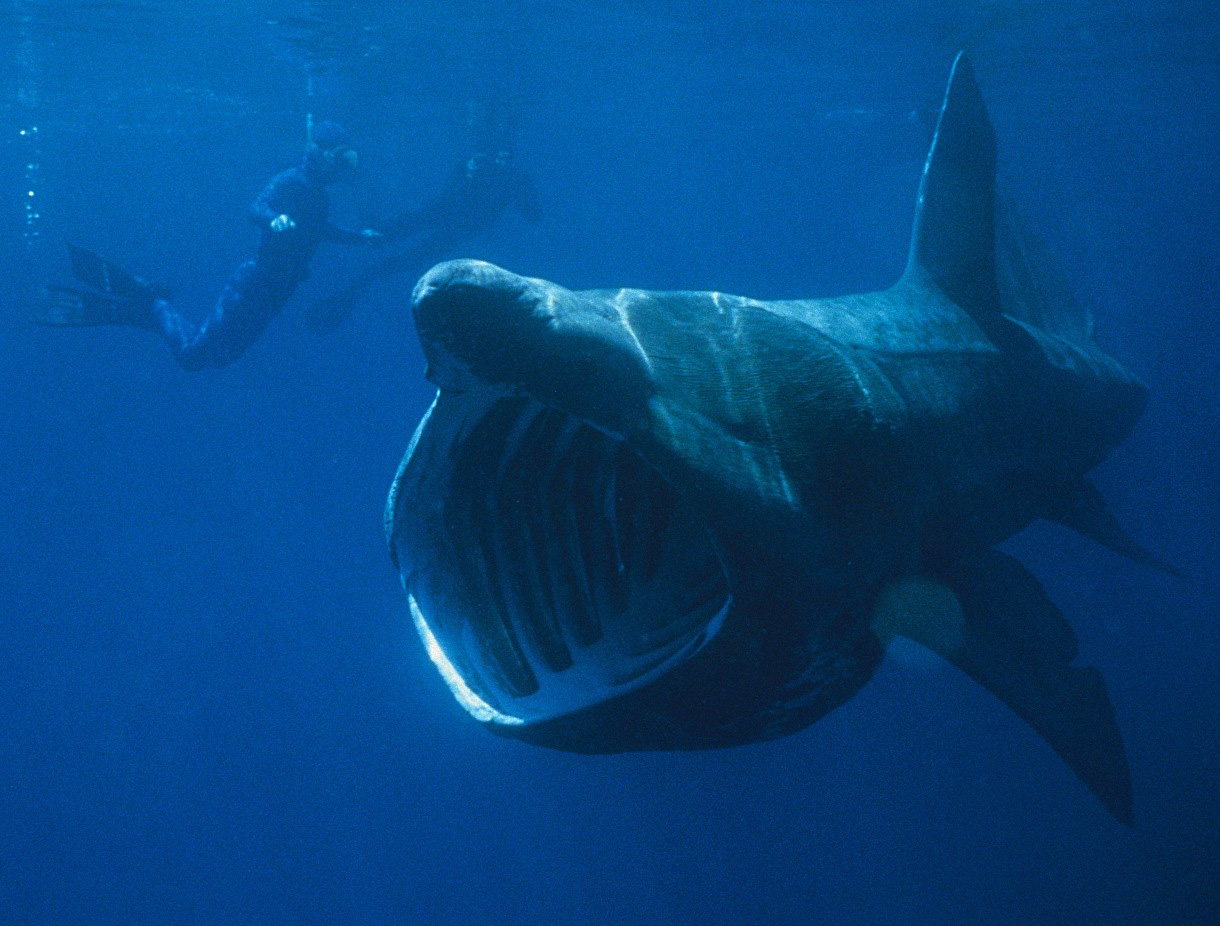
Riesenhai

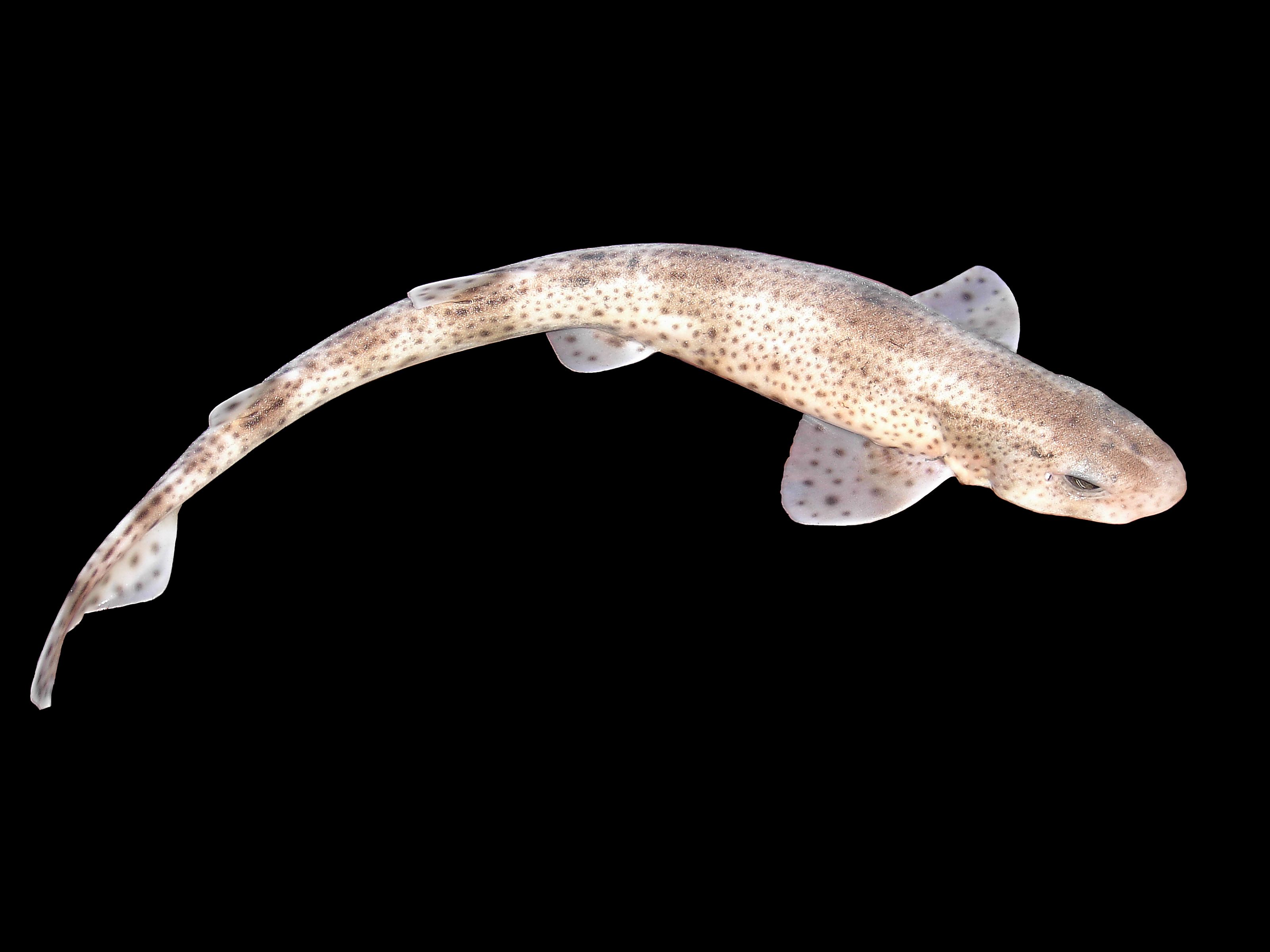
Kleingefleckter Katzenhai

- Portugiesendornhai (Centroscymnus coelolepis)
- Blattschuppen-Schlingerhai (Centrophorus squamosus)
- Langnasen-Samtdornhai (Centroselachus crepidater)
- Schokoladenhai (Dalatias licha)
- Vogelschnabel-Dornhai (Deania calcea)
- Nagelhai (Echinorhinus brucus)
- Großer Schwarzer Dornhai (Etmopterus princeps)
- Kleiner Schwarzer Dornhai (Etmopterus spinax)
- Stumpfnasen-Sechskiemerhai (Hexanchus griseus)
- Gefleckte Meersau (Oxynotus centrina), selten in der nördlichen Nordsee und im Skagerrak.
- Grönlandhai (Somniosus microcephalus), Irrgast in der nördlichen Nordsee und im Skagerrak.
- Dornhai (Squalus acanthias)
- Meerengel (Squatina squatina)
- Gemeiner Fuchshai (Alopias vulpinus)
- Riesenhai (Cetorhinus maximus)
- Hundshai (Galeorhinus galeus)
- Fleckhai (Galeus melastomus)
- Heringshai (Lamna nasus)
- Weißgefleckter Glatthai (Mustelus asterias)
- Grauer Glatthai (Mustelus mustelus)
- Blauhai (Prionace glauca) regelmäßiger Sommergast.
- Kleingefleckter Katzenhai (Scyliorhinus canicula)
- Großgefleckter Katzenhai (Scyliorhinus stellaris)
- Kurzflossen-Mako (Isurus oxyrinchus), Sommergast an der Ostküste Großbritanniens und Südküste Norwegens.

### Rochen

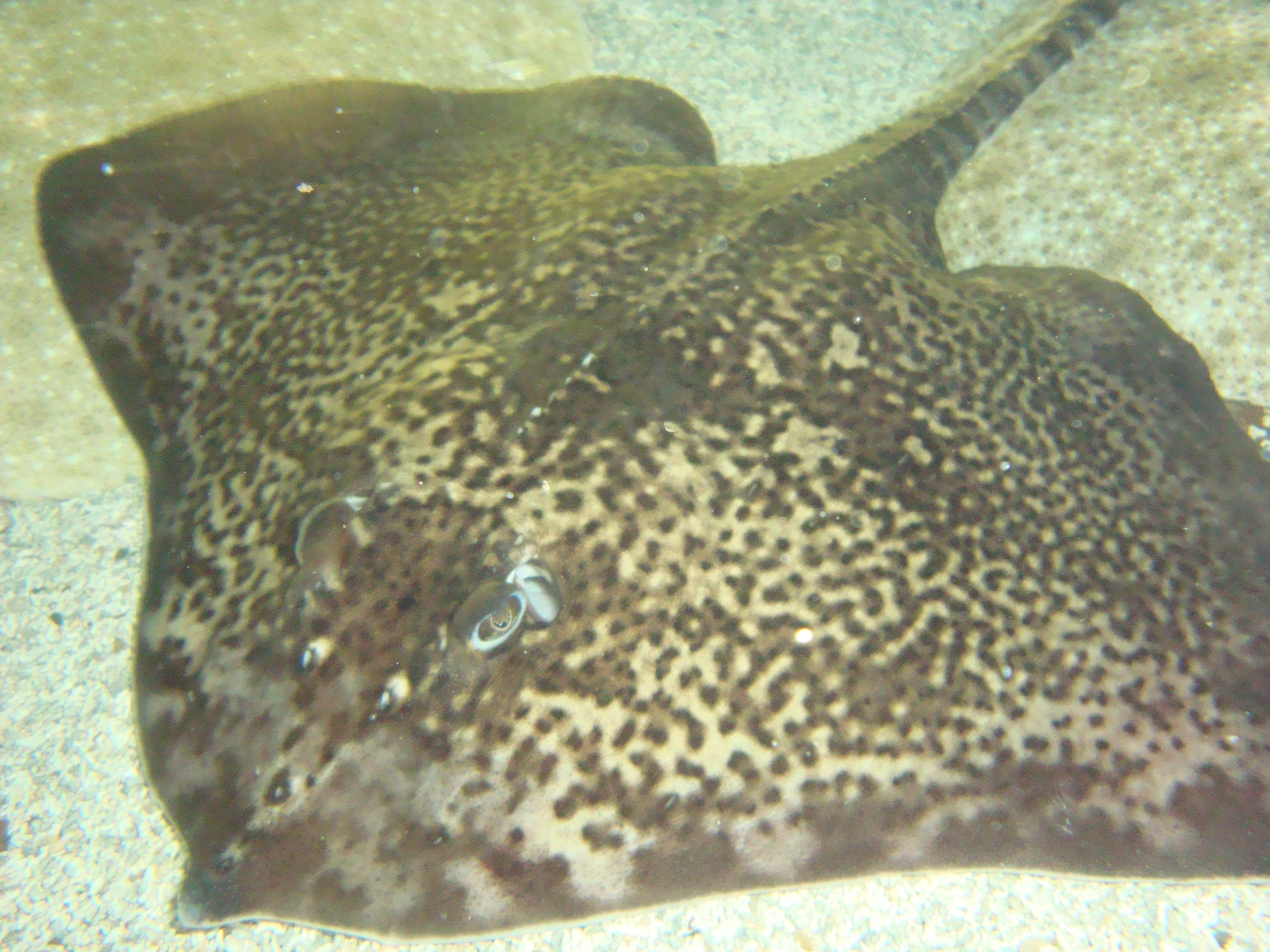
Nagelrochen

- Marmor-Zitterrochen (Torpedo marmorata)
- Atlantischer Zitterrochen (Tetronarce nobiliana)
- Sternrochen (Amblyraja radiata)
- Gewöhnlicher Stechrochen (Dasyatis pastinaca)
- Glattrochen (Dipturus batis)
- Großer Glattrochen (Dipturus intermedius)
- Schwarzbäuchiger Glattrochen (Dipturus nidarosiensis), Norwegische Rinne.
- Spitzrochen (Dipturus oxyrinchus)
- Sandrochen (Leucoraja circularis)
- Chagrinrochen (Leucoraja fullonica)
- Kuckucksrochen (Leucoraja naevus)
- Pelagischer Stechrochen (Pteroplatytrygon violacea)
- Blondrochen (Raja brachyura), Irrgast.
- Nagelrochen (Raja clavata)
- Fleckenrochen (Raja montagui)
- Fyllarochen (Rajella fyllae), Norwegische Rinne.
- Weißrochen ( Rajella lintea)
- Gewöhnlicher Adlerrochen (Myliobatis aquila)

## Knochenfische

### Knorpelganoide
- Europäischer Stör (Acipenser sturio)

### Aalartige

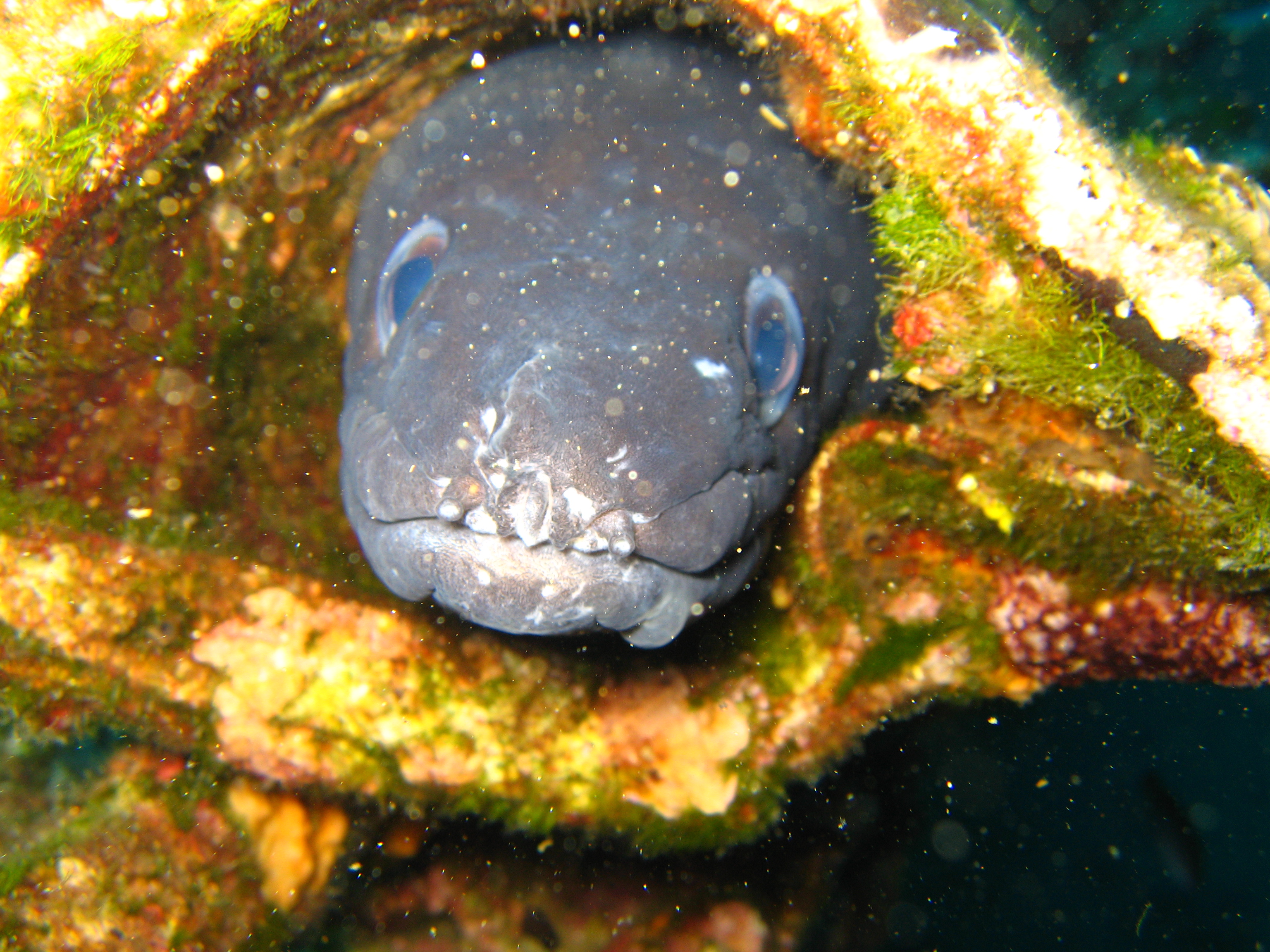
Meeraal

- Europäischer Aal (Anguilla anguilla)
- Meeraal (Conger conger)
- Schnepfenaal (Nemichthys scolopaceus), Norwegische Rinne und Skagerrak.

### Heringsartige
- Maifisch (Alosa alosa)
- Finte (Alosa fallax)

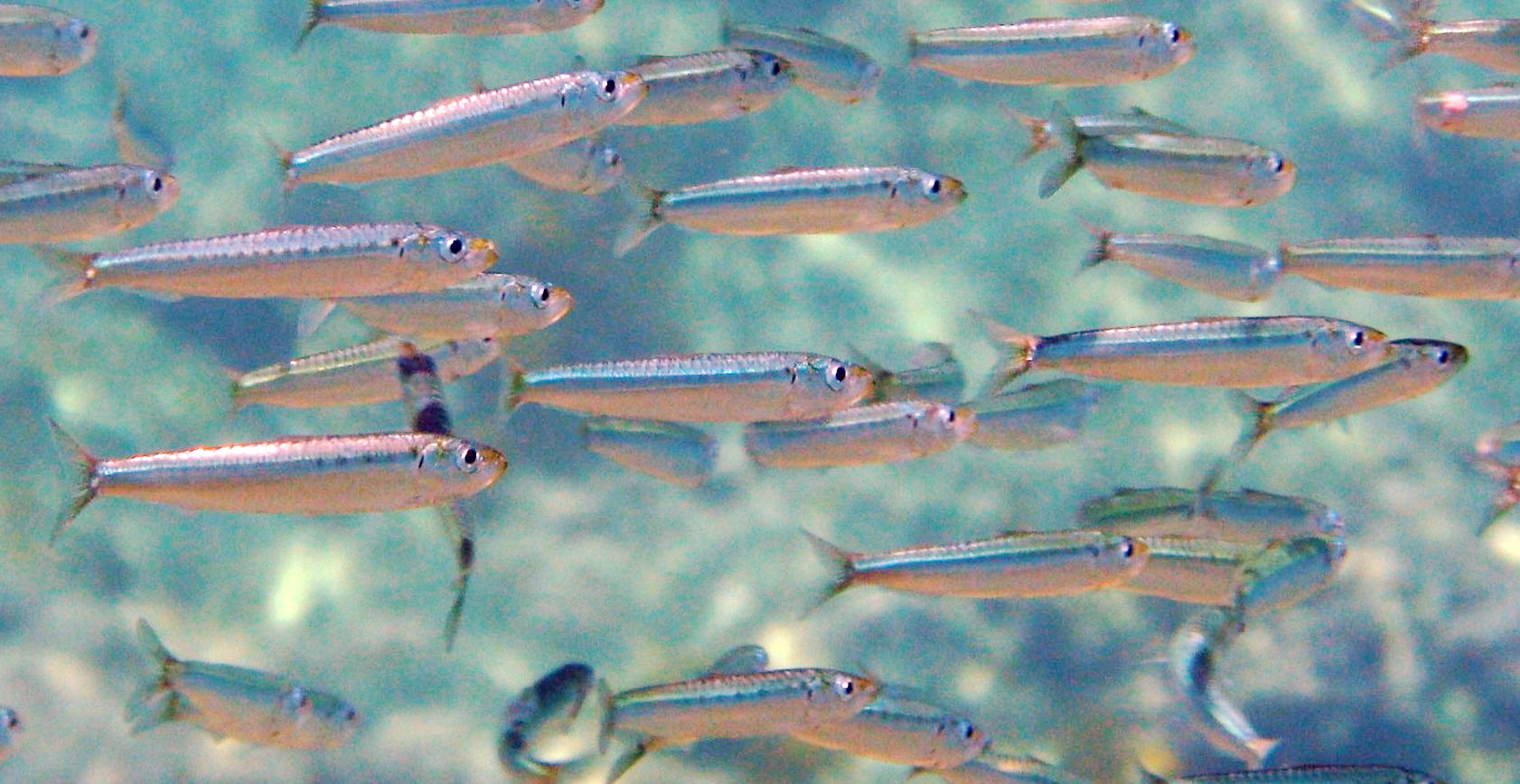
Sardine

- Atlantischer Hering (Clupea harengus)
- Europäische Sardelle (Engraulis encrasicolus)
- Sardine (Sardina pilchardus)
- Europäische Sprotte (Sprattus sprattus)

### Lachsartige&Goldlachsartige
- Goldlachs (Argentina silus)
- Glasauge (Argentina sphyraena)
- Nordseeschnäpel (Coregonus oxyrinchus) ausgest.
- Atlantischer Lachs (Salmo salar)
- Meerforelle (Salmo trutta trutta)
- Wandersaibling (Salvelinus alpinus)
- Lodde (Mallotus villosus)
- Stint (Osmerus eperlanus)

### Maulstachler
- Silberbeil (Argyropelecus olfersii), Norwegische Rinne und Skagerrak.
- Lachshering (Maurolicus muelleri)

### Eidechsenfischverwandte
- Rissos Lachsspierling (Arctozenus risso)
- Nordischer Lachsspierling (Paralepis coregonoides)

### Laternenfischverwandte
- Eislaternenfisch (Benthosema glaciale), Norwegische Rinne.
- Schlankschwänziger Laternenfisch (Myctophum punctatum), Norwegische Rinne.
- Krøyers Laternenfisch (Notoscopelus kroyeri), Norwegische Rinne.
- Arktischer Laternenfisch (Protomyctophum arcticum), Norwegische Rinne.

### Glanzfische
- Gotteslachs (Lampris guttatus)
- Riemenfisch ( Regalecus glesne), Irrgast.
- Bandfisch (Trachipterus arcticus)

### Dorschartige&Petersfischartige
- Petersfisch (Zeus faber)

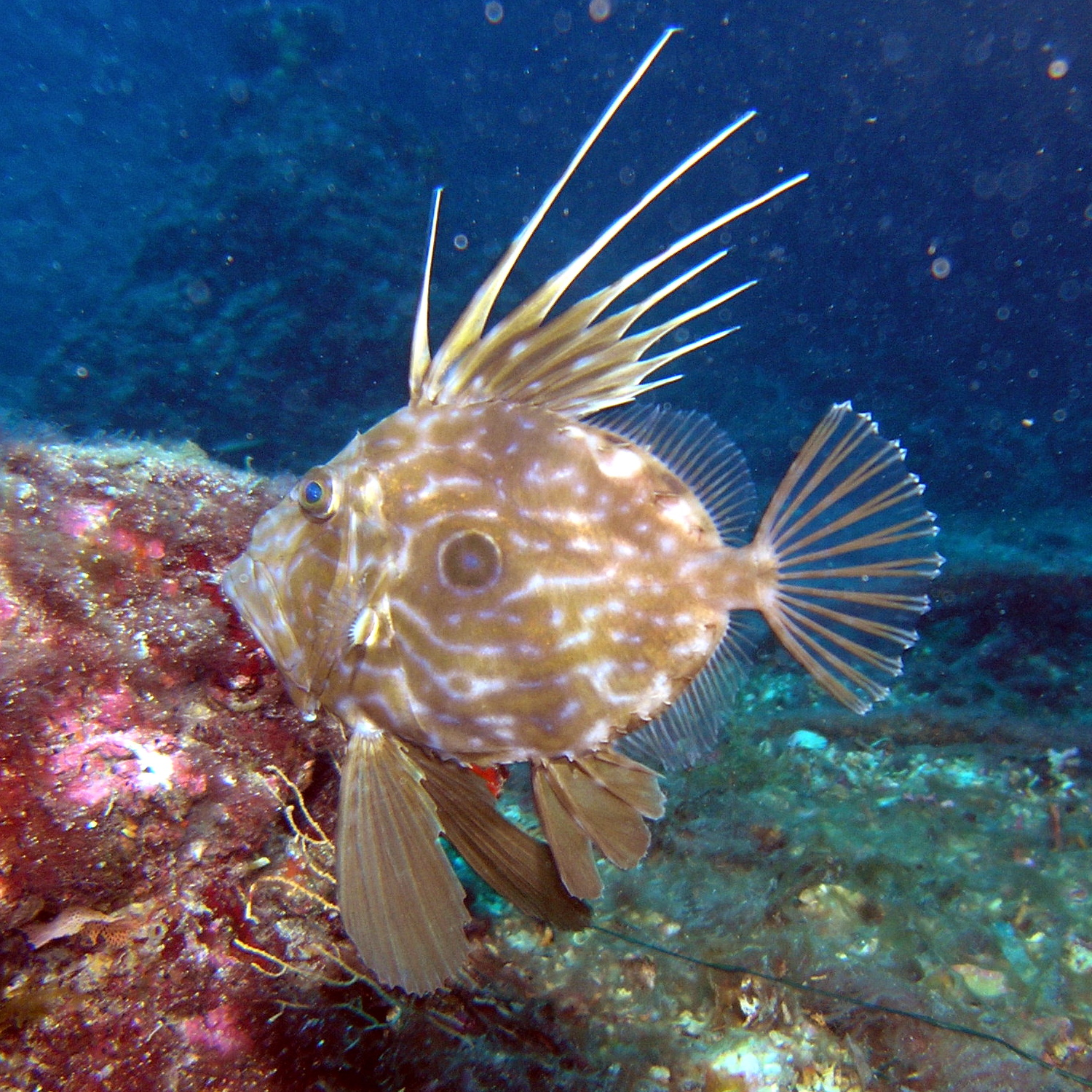
Petersfisch

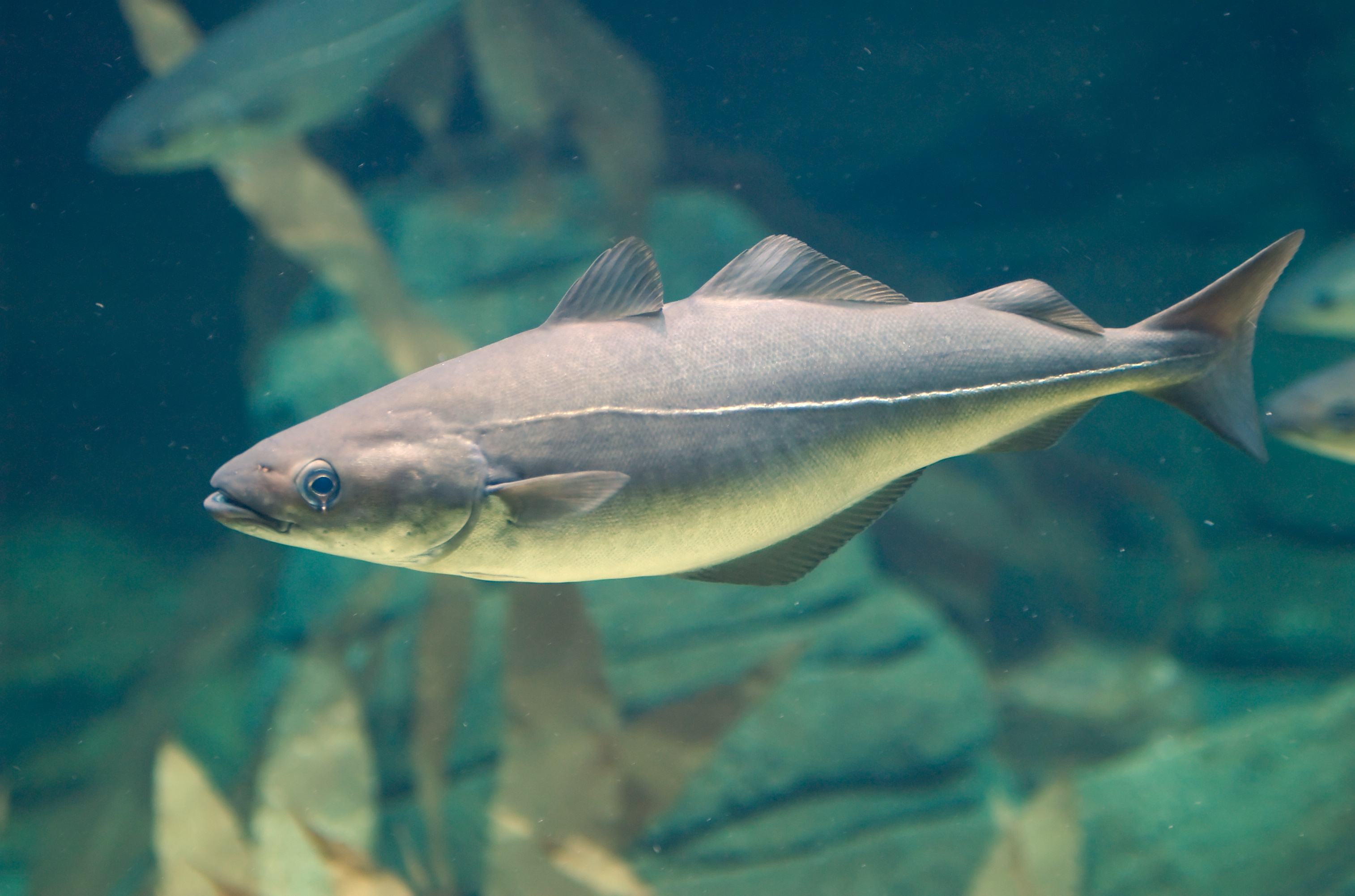
Köhler

- Silberdorsch (Gadiculus argenteus)
- Kabeljau (Gadus morhua)
- Schellfisch (Melanogrammus aeglefinus)
- Wittling (Merlangius merlangus)
- Blauer Wittling (Micromesistius poutassou)
- Pollack (Pollachius pollachius)
- Köhler (Pollachius virens)
- Froschdorsch (Raniceps raninus)
- Stintdorsch (Trisopterus esmarkii)
- Franzosendorsch (Trisopterus luscus)
- Zwergdorsch (Trisopterus minutus)
- Lumb (Brosme brosme)
- Fünfbärtelige Seequappe (Ciliata mustela)
- Nordische Seequappe (Ciliata septentrionalis)
- Vierbärtelige Seequappe (Enchelyopus cimbrius)
- Mittelmeer-Seequappe (Gaidropsarus mediterraneus)
- Dreibärtelige Seequappe (Gaidropsarus vulgaris)
- Blauleng (Molva dypterygia)
- Leng (Molva molva)
- Rundnasen-Grenadier (Coryphaenoides rupestris), Norwegische Rinne und Skagerrak.
- Hechtdorsch (Merluccius merluccius)
- Gabeldorsch (Phycis blennoides)

### Grundeln
- Glasgrundel (Aphia minuta)

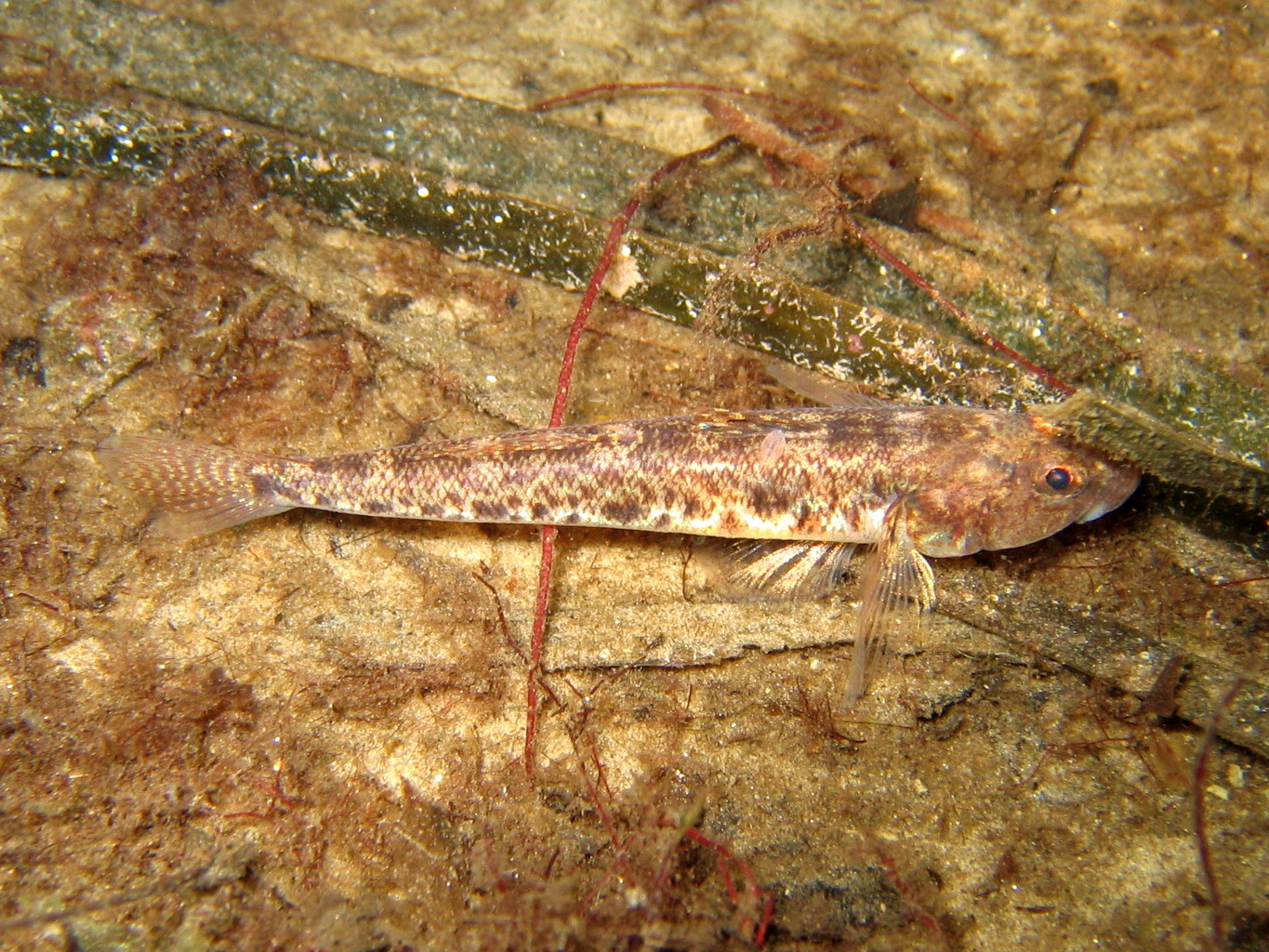
Strandgrundel

- Jeffreys Grundel (Buenia jeffreysii)
- Kristallgrundel (Crystallogobius linearis)
- Schwarzgrundel (Gobius niger)
- Zweifleckengrundel (Gobiusculus flavescens)
- Spitzschwänzige Grundel (Lesueurigobius friesii)
- Lozanos Grundel (Pomatoschistus lozanoi)
- Strandgrundel (Pomatoschistus microps)
- Sandgrundel (Pomatoschistus minutus)
- Fleckengrundel (Pomatoschistus pictus)
- Leopardengrundel (Thorogobius ephippiatus)

### Seenadelartige,Leierfischartige&Meerbarben

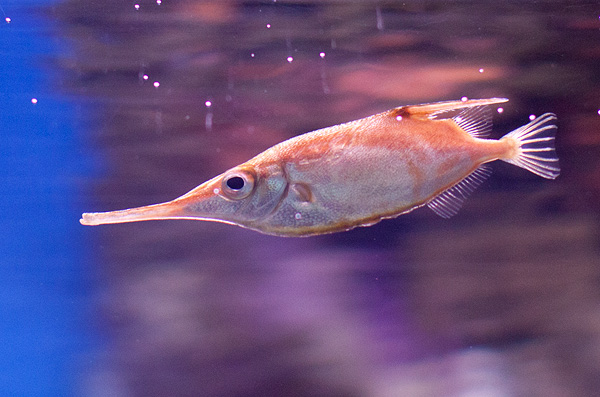
Gewöhnlicher Schnepfenfisch

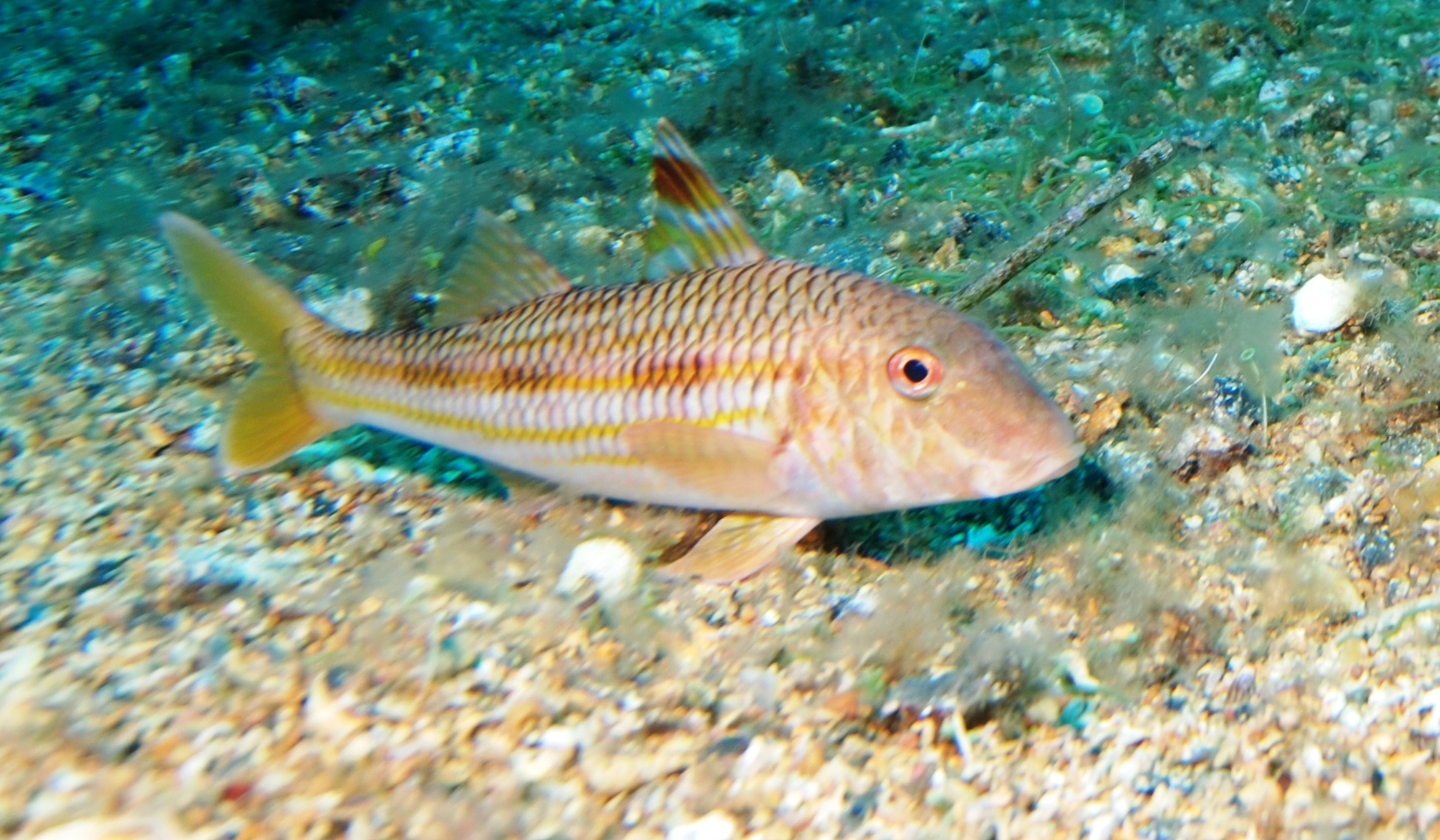
Streifenbarbe

- Gewöhnlicher Schnepfenfisch (Macroramphosus scolopax)
- Große Schlangennadel (Entelurus aequoreus)
- Krummschnauzige Schlangennadel (Nerophis lumbriciformis)
- Kleine Schlangennadel (Nerophis ophidion)
- Große Seenadel (Syngnathus acus)
- Kleine Seenadel (Syngnathus rostellatus)
- Grasnadel (Syngnathus typhle)
- Langschnäuziges Seepferdchen (Hippocampus guttulatus)
- Kurzschnäuziges Seepferdchen (Hippocampus hippocampus)
- Gestreifter Leierfisch (Callionymus lyra)
- Gefleckter Leierfisch (Callionymus maculatus)
- Ornament-Leierfisch (Callionymus reticulatus)
- Rotbarbe (Mullus barbatus)
- Streifenbarbe (Mullus surmuletus)

### Makrelenartige
- Thonine (Euthynnus alletteratus)

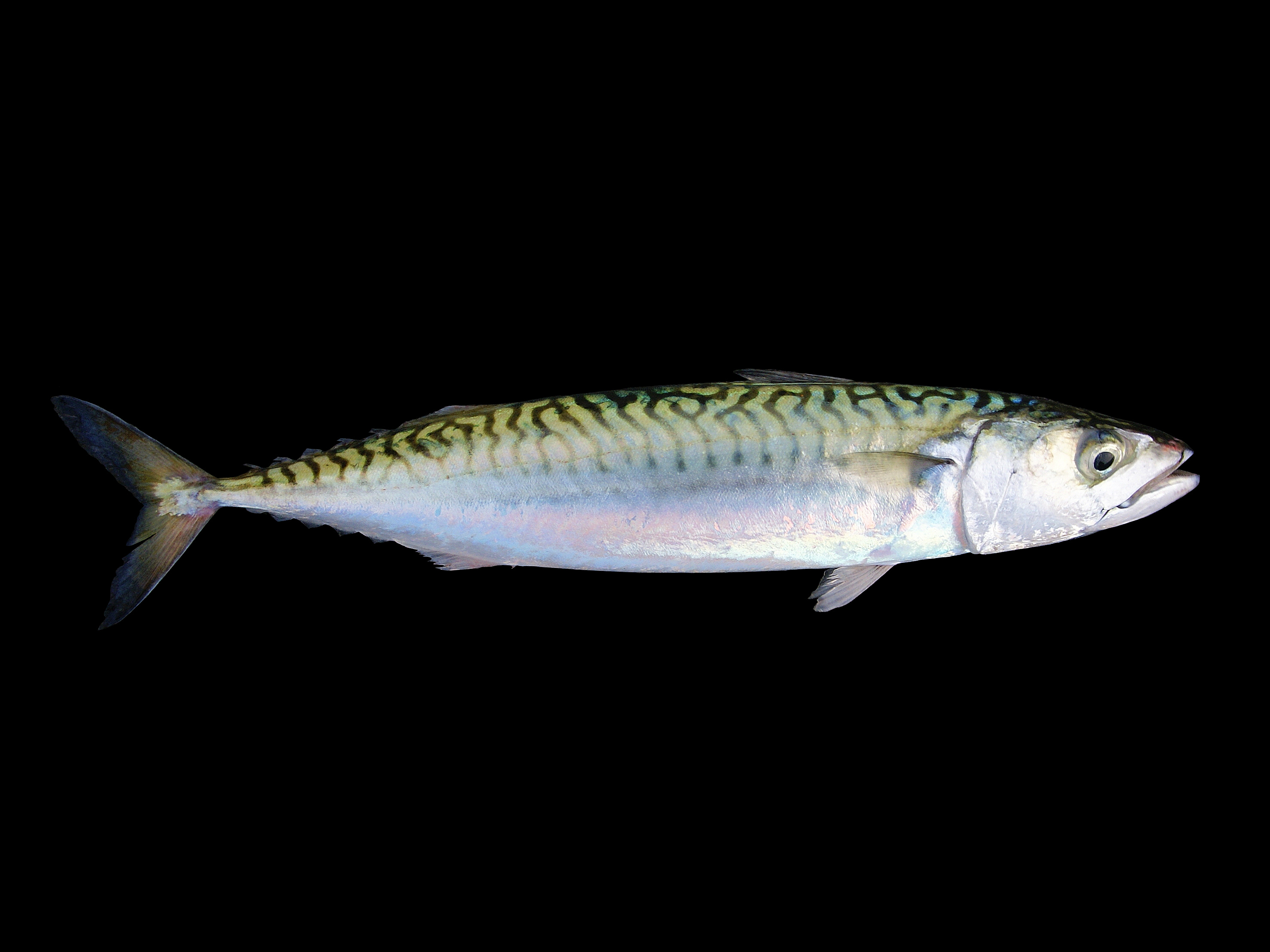
Makrele

- Echter Bonito (Katsuwonus pelamis)
- Ungestreifter Pelamide (Orcynopsis unicolor)
- Pelamide (Sarda sarda)
- Makrele (Scomber scombrus)
- Roter Thun (Thunnus thynnus)
- Schwertfisch (Xiphias gladius)

### Stachelmakrelenverwandte
- Brachsenmakrele (Brama brama)
- Segelflossen-Brachsenmakrele (Taractes asper), Irrgast.
- Silberbrassen (Pterycombus brama)
- Gemeiner Schiffshalter (Remora remora), Irrgast.
- Lotsenfisch (Naucrates ductor), Irrgast.
- Bläuel (Trachinotus ovatus)
- Bastardmakrele (Trachurus trachurus)

### Plattfische
- Lammzunge (Arnoglossus laterna)

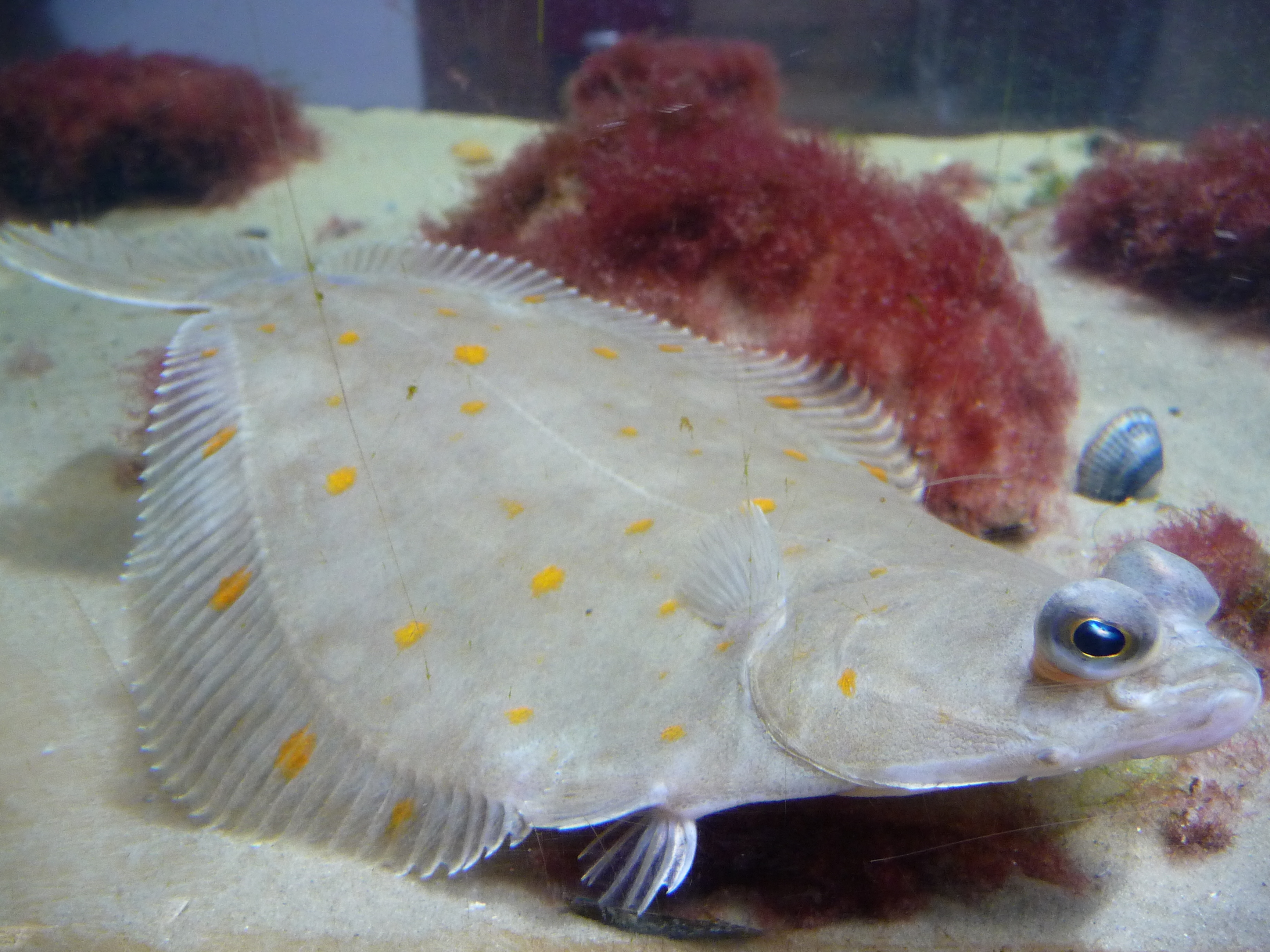
Scholle

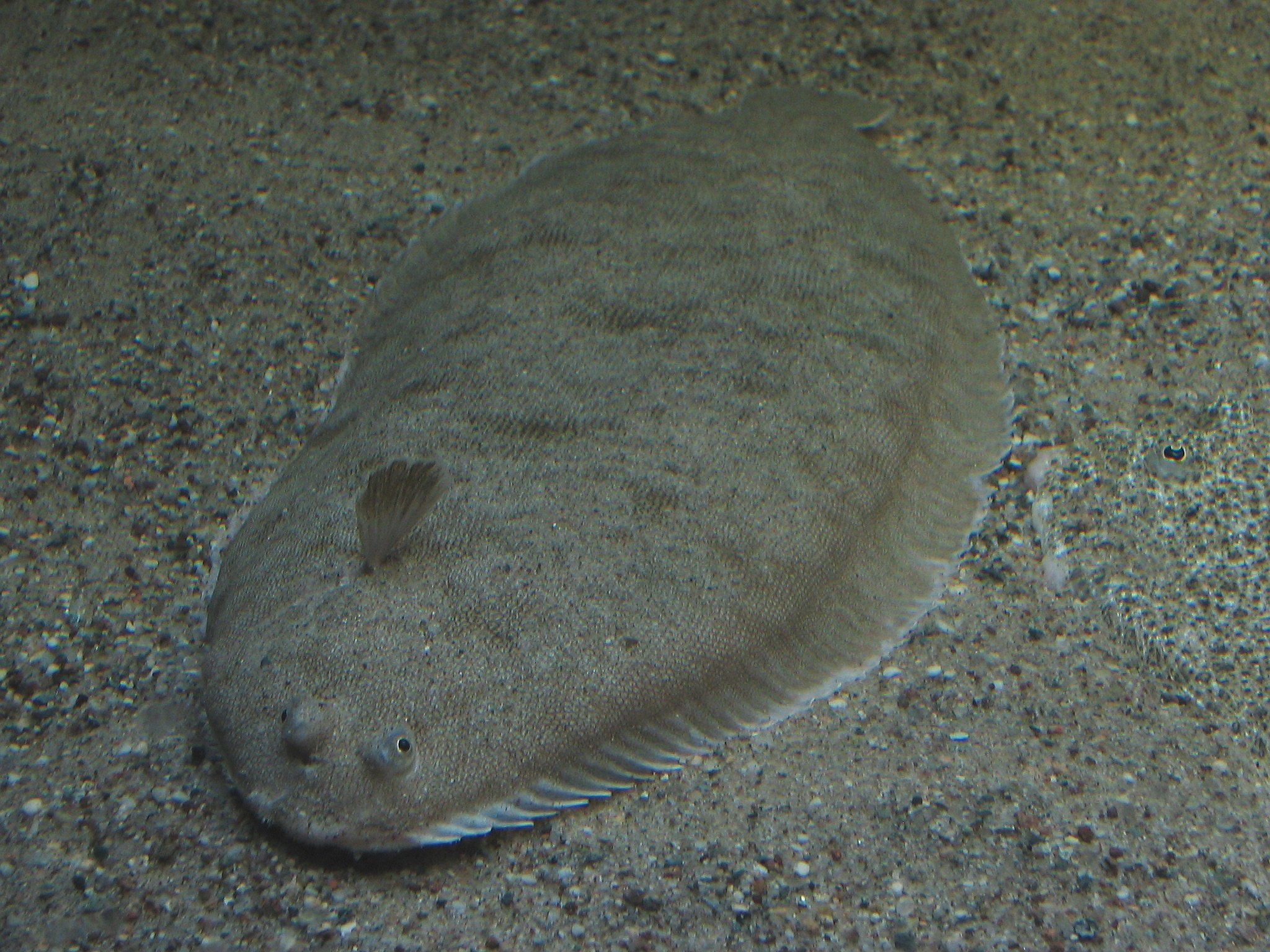
Seezunge

- Hundszunge (Glyptocephalus cynoglossus)
- Doggerscharbe (Hippoglossoides platessoides)
- Heilbutt (Hippoglossus hippoglossus)
- Kliesche (Limanda limanda)
- Rotzunge (Microstomus kitt)
- Flunder (Platichthys flesus)
- Scholle (Pleuronectes platessa)
- Flügelbutt (Lepidorhombus whiffiagonis)
- Zwergbutt (Phrynorhombus norvegicus)
- Steinbutt (Psetta maxima)
- Glattbutt (Scophthalmus rhombus)
- Haarbutt (Zeugopterus punctatus)
- Zwergzunge (Buglossidium luteum)
- Streifenzunge (Microchirus variegatus)
- Seezunge (Solea solea)

### Ährenfischverwandte

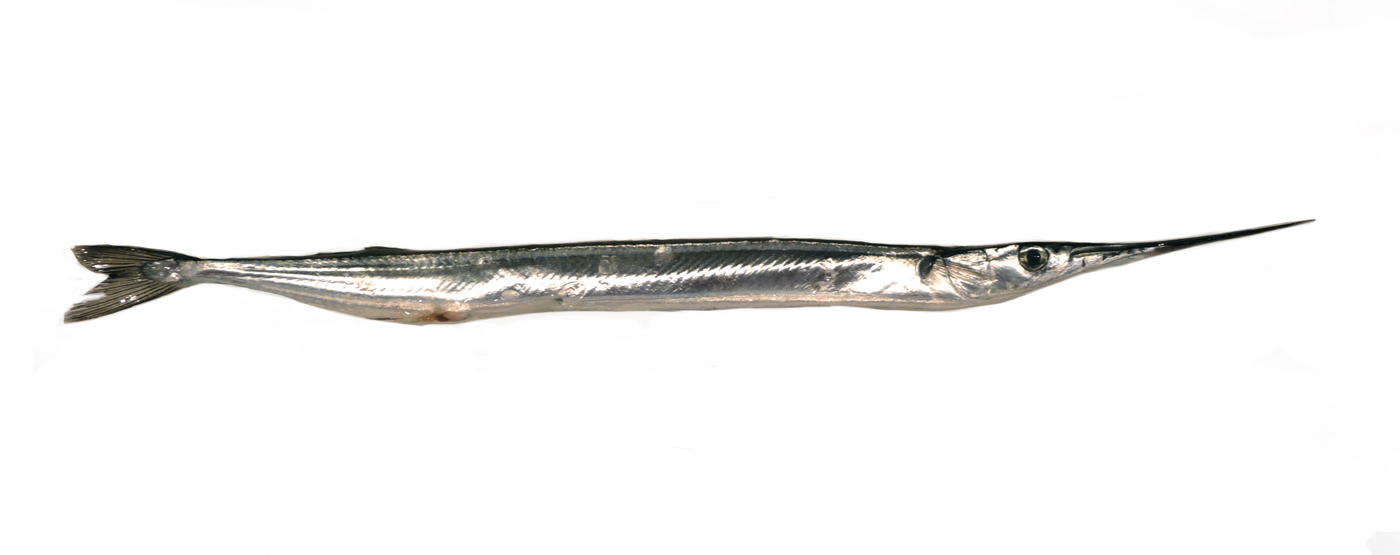
Gewöhnlicher Hornhecht

- Kleiner Ährenfisch (Atherina boyeri), nur an einigen Abschnitten der niederländischen Küste.
- Ährenfisch (Atherina presbyter)
- Gewöhnlicher Hornhecht (Belone belone)
- Atlantischer Makrelenhecht (Scomberesox saurus)
- Cheilopogon heterurus, Irrgast.

### Meeräschen
- Dicklippige Meeräsche (Chelon labrosus)
- Gold-Meeräsche (Liza aurata)
- Dünnlippige Meeräsche (Liza ramada)

### Sandaaleund Verwandte

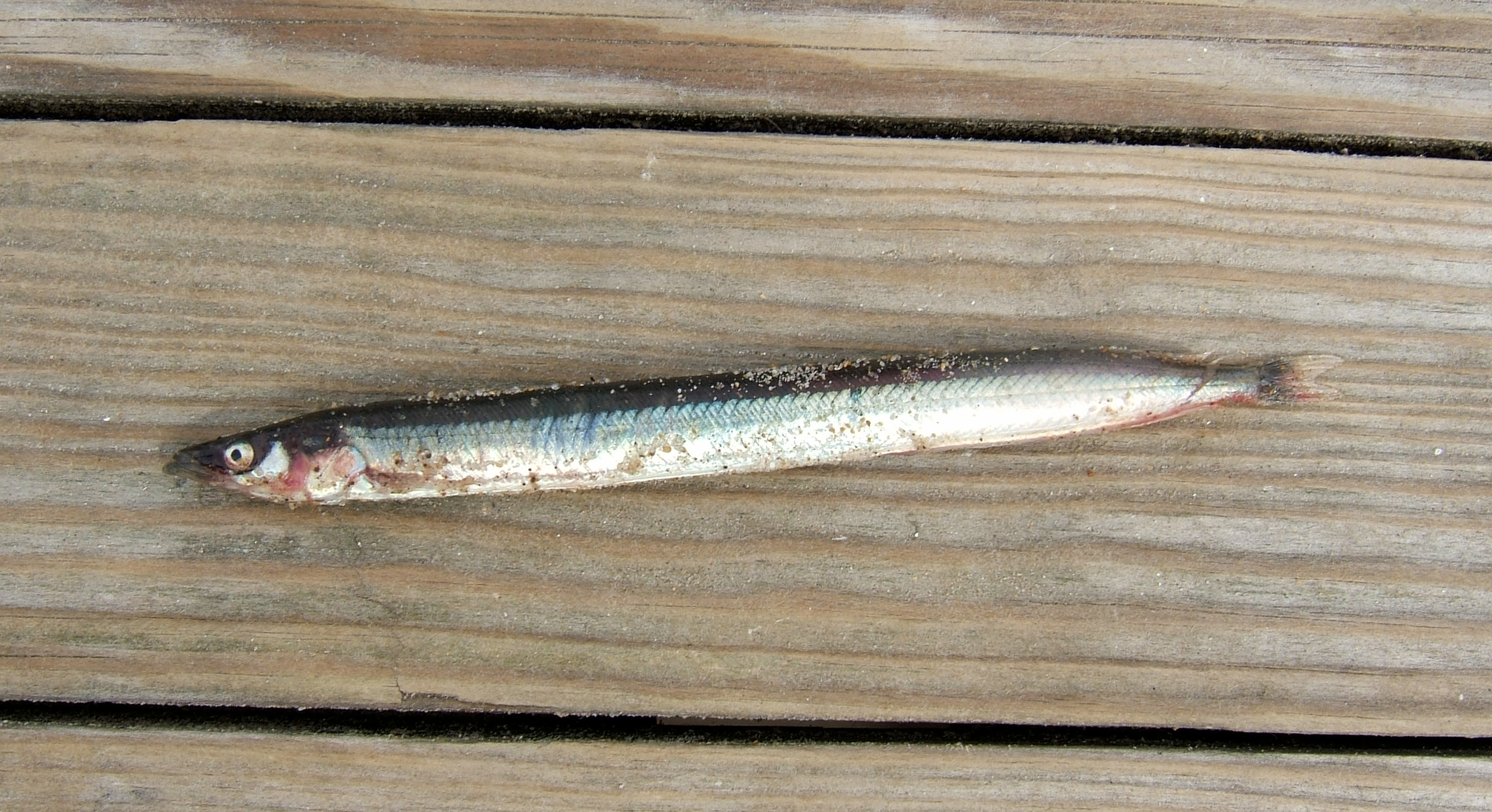
Tobiasfisch

- Kleiner Sandaal (Ammodytes marinus)
- Tobiasfisch (Ammodytes tobianus)
- Nacktsandaal (Gymnammodytes semisquamatus)
- Ungefleckter Großer Sandaal (Hyperoplus immaculatus)
- Gefleckter Großer Sandaal (Hyperoplus lanceolatus)

### Lippfische

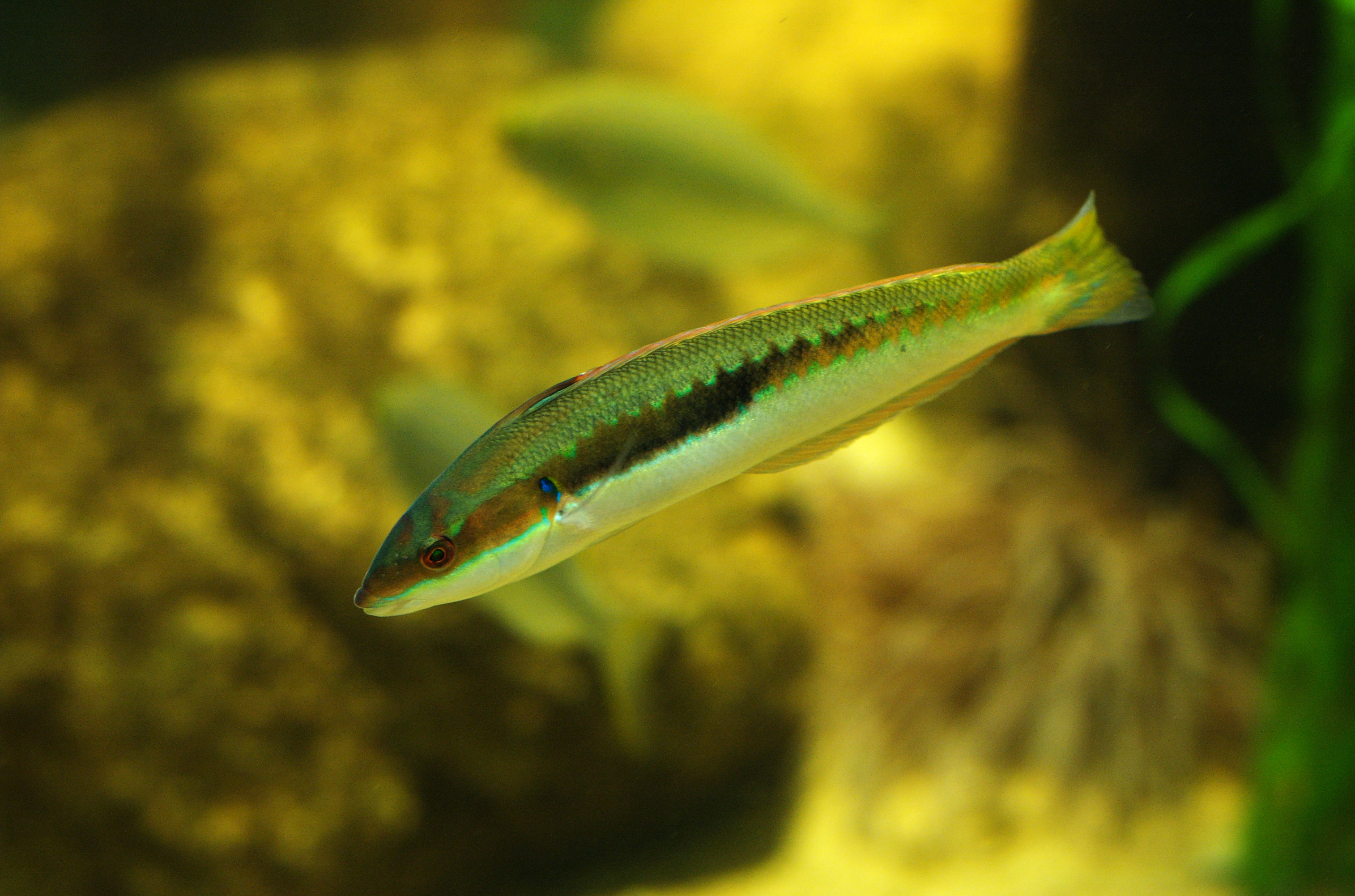
Meerjunker

- Kleinmäuliger Lippfisch (Centrolabrus exoletus)
- Meerjunker (Coris julis)
- Klippenbarsch (Ctenolabrus rupestris)
- Gefleckter Lippfisch (Labrus bergylta)
- Kuckuckslippfisch (Labrus mixtus)
- Goldmaid (Symphodus melops)

### Meerbrassen
- Gelbstriemenbrasse (Boops boops)
- Marokko-Meerbrasse (Dentex maroccanus)
- Achselfleckbrasse (Pagellus acarne)
- Rote Fleckbrasse (Pagellus bogaraveo)
- Rotbrasse (Pagellus erythrinus)
- Goldstriemenbrasse (Sarpa salpa)
- Goldbrasse (Sparus aurata)
- Streifenbrasse (Spondyliosoma cantharus)

### Armflosser

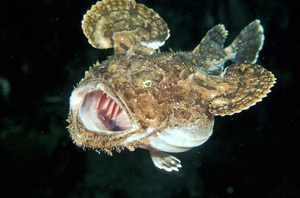
Seeteufel

- Schwarzer Seeteufel (Lophius budegassa)
- Seeteufel (Lophius piscatorius)

### Kugelfischverwandte
- Mondfisch (Mola mola)
- Schlanker Sonnenfisch (Ranzania laevis), seltener Irrgast.

### Petermännchen
- Viperqueise (Echiichthys vipera)
- Gewöhnliches Petermännchen (Trachinus draco)

### Drachenkopfverwandte

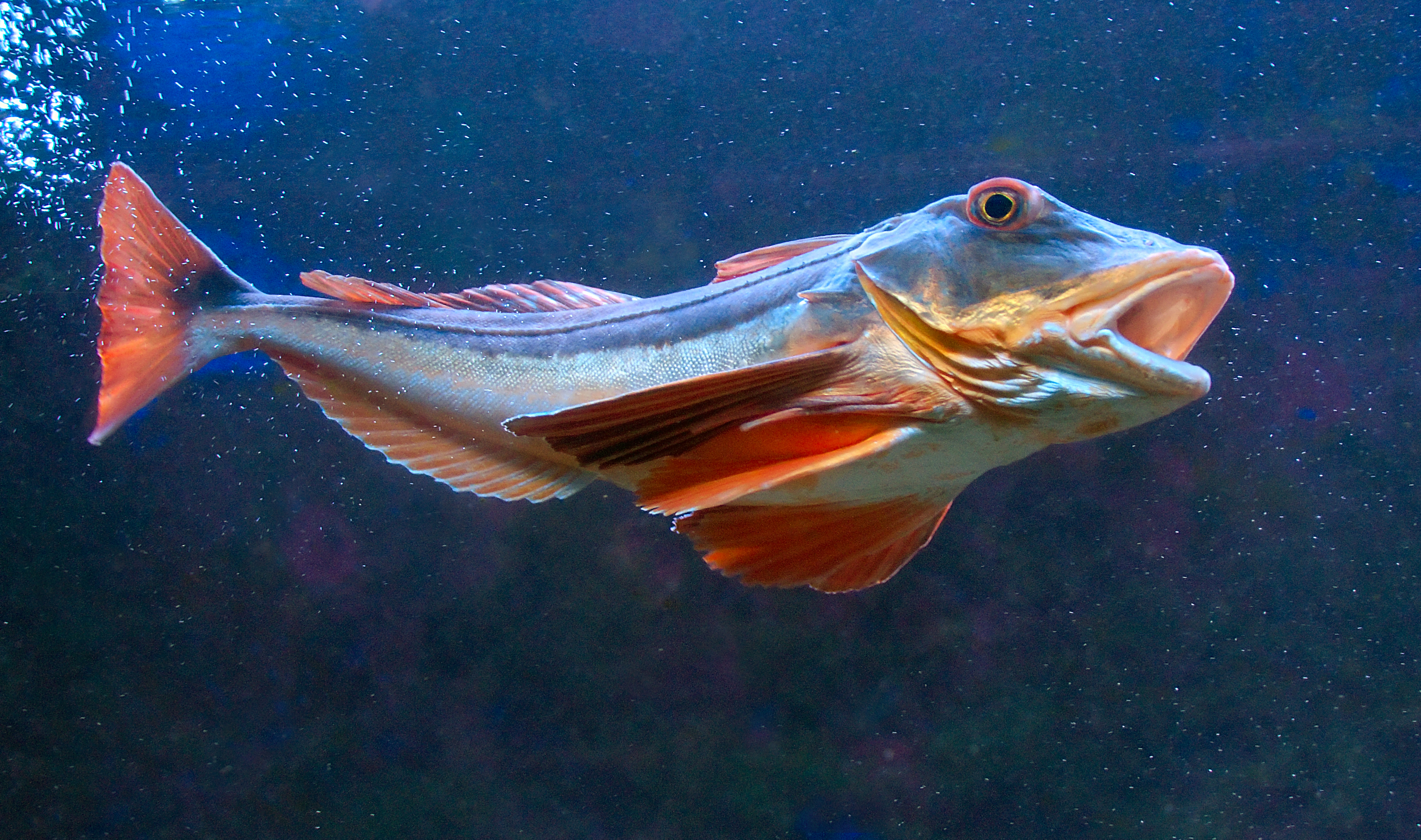
Roter Knurrhahn

- Blaumäulchen (Helicolenus dactylopterus)
- Rotbarsch (Sebastes norvegicus)
- Tiefenrotbarsch (Sebastes mentella)
- Kleiner Rotbarsch (Sebastes viviparus)
- Seekuckuck (Aspitrigla cuculus)
- Roter Knurrhahn (Chelidonichthys lucerna)
- Grauer Knurrhahn (Eutrigla gurnardus)
- Leierknurrhahn (Trigla lyra)
- Gestreifter Knurrhahn (Trigloporus lastoviza)

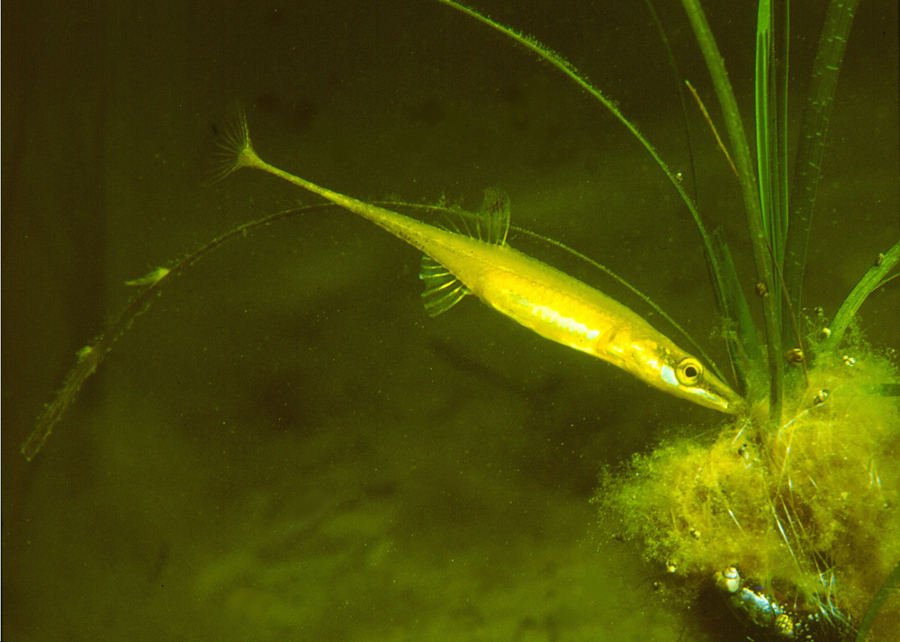
Seestichling

### Stichlinge
- Dreistachliger Stichling (Gasterosteus aculeatus)
- Seestichling (Spinachia spinachia)

### Groppenverwandte
- Steinpicker (Agonus cataphractus)

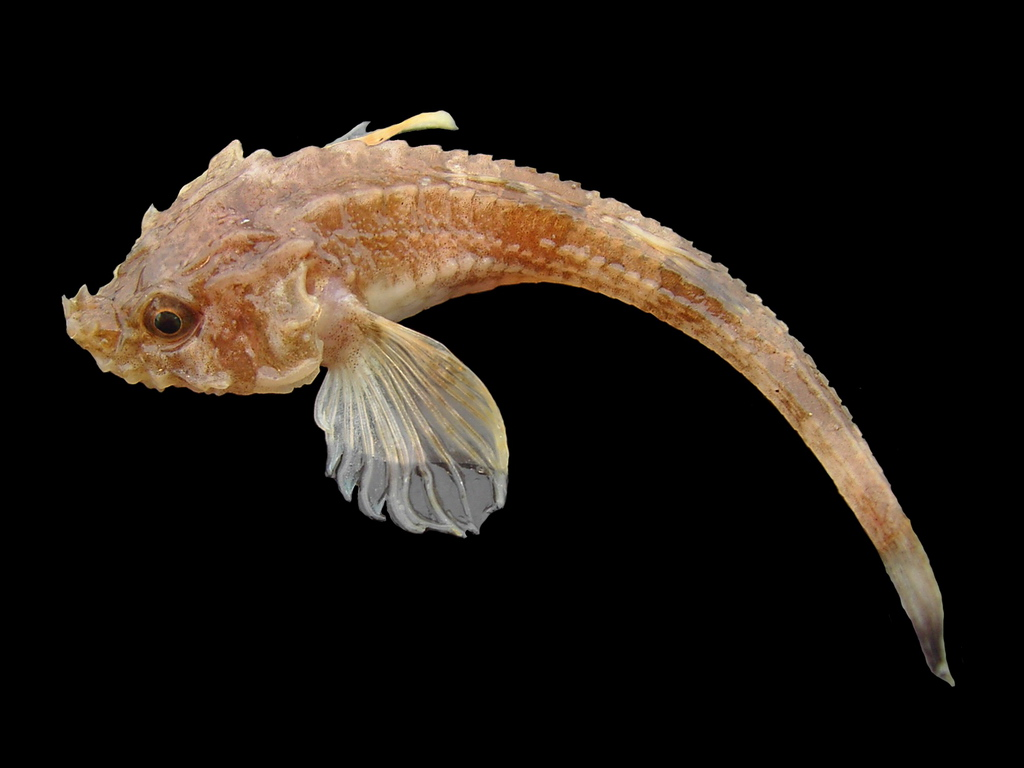
Steinpicker

- Atlantische Hakengroppe (Artediellus atlanticus)
- Zweistachelige Groppe (Icelus bicornis), Norwegische Rinne.
- Zwergseeskorpion (Micrenophrys lilljeborgii)
- Seeskorpion (Myoxocephalus scorpius)
- Langstacheliger Seeskorpion (Taurulus bubalis)
- Murrays Groppe (Triglops murrayi)
- Seehase (Cyclopterus lumpus)
- Spitzschwänziger Scheibenbauch (Careproctus reinhardti)
- Großer Scheibenbauch (Liparis liparis)
- Kleiner Scheibenbauch (Liparis montagui)

### Aalmutterverwandte
- Gestreifter Seewolf (Anarhichas lupus)
- Stachelrücken (Chirolophis ascanii)
- Gefleckter Schlangenstachelrücken (Leptoclinus maculatus)
- Spitzschwanz-Schlangenstachelrücken (Lumpenus lampretaeformis)
- Atlantischer Butterfisch (Pholis gunnellus)
- Vahls Wolfsfisch (Lycodes vahlii)
- Aalmutter (Zoarces viviparus)

### Sonstige

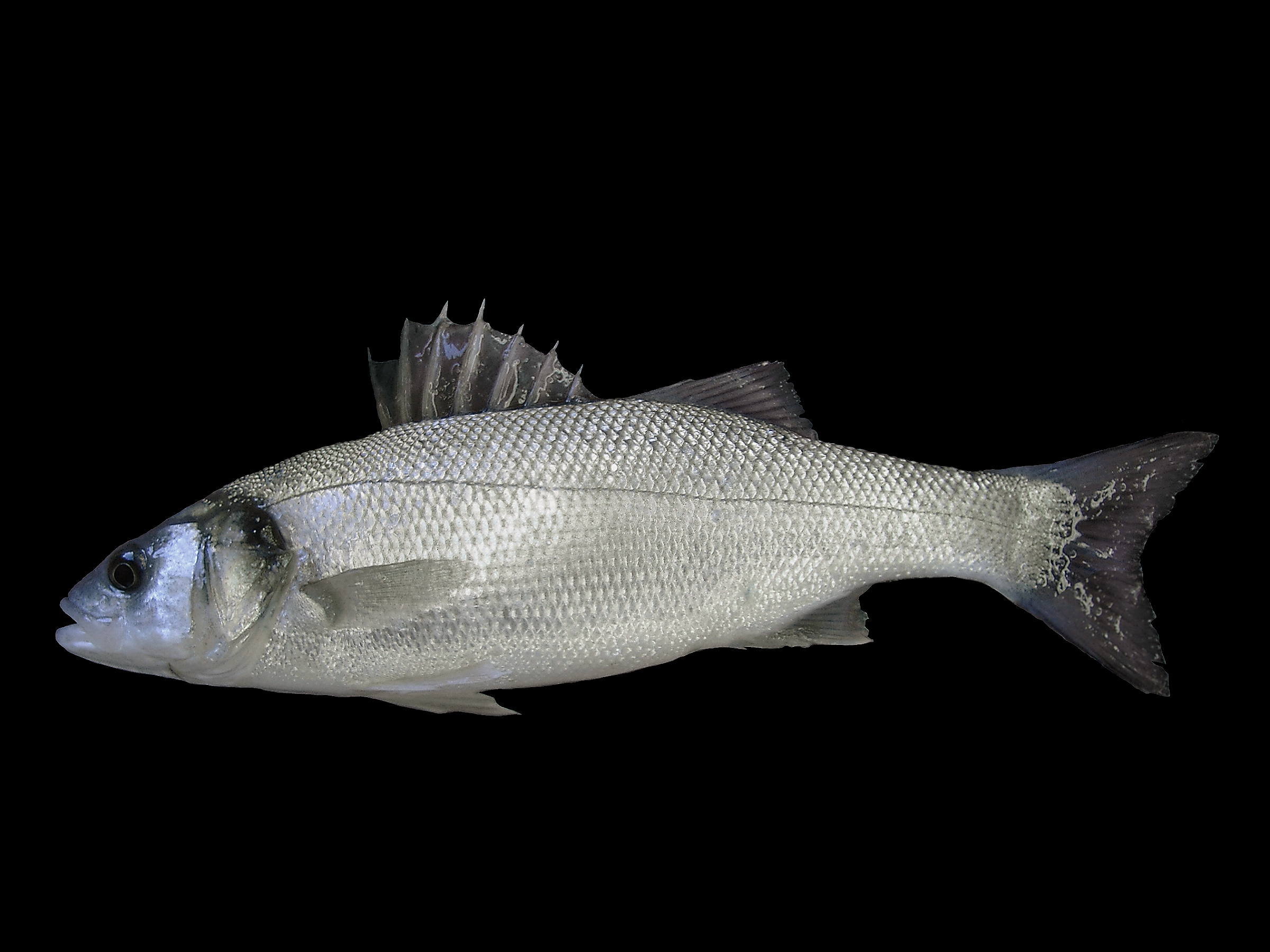
Europäischer Wolfsbarsch

- Rapfen (Aspius aspius), Flussmündungen.
- Eingeweidefisch (Echiodon drummondii)
- Nördlicher Schleimkopf (Beryx decadactylus)
- Eberfisch (Capros aper), Skagerrak.
- Schan (Lipophrys pholis)
- Europäischer Wolfsbarsch (Dicentrarchus labrax)
- Adlerfisch (Argyrosomus regius)